# 野村祐希 (俳優)
野村 祐希（のむら ゆうき、1994年6月21日 - ）は、日本の俳優。父は俳優、歌手の野村将希、兄はプロサッカー（Jリーグ）選手の野村政孝。
日本学園高等学校卒業後、専修大学商学部マーケティング学科卒業。
ボン イマージュ・イマージュエンターテインメント所属。

## 人物・エピソード
- 特技は小学校1年生当時から始めたサッカーであり、大学卒業までの約16年間続けた。ポジションはディフェンダー。高校当時にはキャプテンも務めていた。
- 女優の土屋太鳳とは幼少期からの幼なじみであり、スポーツ好きの土屋と一緒にサッカーなどを楽しむ仲であったという。わんぱく相撲の地区大会[2]で対戦したこともある[3]。2017年3月26日の『行列のできる法律相談所』にて、土屋とテレビで初共演した。
- 俳優の佐野岳とは『スポーツ男子頂上決戦』で共演して以来、仲が良い。
- 2018年4月8日、ハーフでモデル・タレントのIVANとの真剣交際が発覚した[4]が、2021年7月1日、交際3年半で破局したことをIVAN自身が明らかにした[5]。
- 2019年5月上演のあ・うん♡ぐるーぷ第三回公演「〜永遠の愛〜 阿国・山三」で舞台劇初主演[6]。

## 出演

### テレビドラマ
- 神酒クリニックで乾杯を 第9話（2019年3月23日、BSテレ東）[7]
- SUITS/スーツ2 第9話（2020年9月7日、フジテレビ） - 荒川泰樹 役
- 世にも奇妙な物語'21秋の特別編「スキップ」（2021年11月6日、フジテレビ） - 西岡隼人 役
- オールドルーキー 第1話（2022年6月26日、TBS） - 及部遼 役[8]
- 刑事7人 SEASON8 第9話（2022年9月7日、テレビ朝日） - 財前和馬 役
- インフォーマ（2023年1月20日 - 3月24日、カンテレ）
- 合理的にあり得ない 〜探偵・上水流涼子の解明〜 第7話（2023年5月29日、カンテレ・フジテレビ系） - 黒川広大 役
- 月曜プレミア8 西村京太郎サスペンス 十津川警部の事件簿「終着駅殺人事件」（2023年10月9日、テレビ東京） - 川島史郎 役[9]
- 単身花日 第3話 - 最終話（2023年10月28日 - 12月9日、テレビ朝日） - 坂梨修二 役[10]

### 配信ドラマ
- 私が獣になった夜〜名前のない関係〜 第1話（2021年11月19日、ABEMA プレミアム） - 斉藤洋平 役
- THE BAD LOSERS Season2（2022年3月7日、全7話、YouTube） - 成田富士夫 役
- 君と世界が終わる日に Season4（2023年3月19日 - 4月16日、Hulu） - 大熊秀彦 役[11]

### 映画
- 嘘喰い（2022年2月11日、ワーナー・ブラザース映画） - ロデム / マルコ 役[12][13]

### バラエティ
- 究極の男は誰だ!?最強スポーツ男子頂上決戦（TBS）
  - 第6回大会（2016年10月10日） ※初出場で準優勝
  - 第7回大会（2017年1月1日）
  - 第8回大会（2017年5月11日）優勝
  - 第9回大会（2017年9月28日）優勝（2連覇）
  - 第10回大会（2018年1月1日）
  - 第13回大会（2024年10月14日）[14]

### 舞台
- 天国の脚本家 冴嶋コーキ～袖振り合うも多生の宴～（2017年10月18日 - 22日、銀座 博品館劇場）[15]
- 七つの大罪 The STAGE（2018年8月3日 - 12日、天王洲 銀河劇場 / 8月18日 - 20日、梅田芸術劇場 シアター・ドラマシティ） - グリアモール 役[16]
- 魔界転生（2018年10月6日 - 28日、博多座 / 11月3日 - 27日、明治座 / 12月9日 - 14日、梅田芸術劇場 メインホール） - 磯谷千八 役[17]
- 〜永遠の愛〜 阿国・山三（2019年5月23日 - 26日、博品館劇場） - 主演・那古野山三郎 役[6]
- インヘリタンス-継承-（2024年2月11日 - 24日、東京芸術劇場 プレイハウス / 3月2日、森ノ宮ピロティホール / 3月9日、J:COM北九州芸術劇場 中劇場） - 若き日のヘンリー 役[18][19]
- Take Me Out 2025（2025年5月17日 - 6月8日、よみうりホール / 6月14日・15日、Niterra日本特殊陶業市民会館 ビレッジホール / 6月20日・21日、岡山芸術創造劇場 ハレノワ 中劇場 / 6月27日 - 29日、兵庫県立芸術文化センター 阪急中ホール） - ダレン・レミング 役[20]

### CM
- マイナビ 学生の窓口（2016年）
- サンスター ヘアトニックシャンプー（2016年）
- SAMURAI証券 オルタナバンク（2025年）